# Colleen Schneider
Colleen Schneider (Syracuse, Nueva York; 12 de marzo de 1982) es una exluchadora profesional de artes marciales mixtas estadounidense.

## Primeros años
Estudió en el instituto Cicero-North Syracuse de Nueva York y se licenció en Física en la Universidad de California en Berkeley. Mientras estudiaba aquí, Schneider compitió y enseñó taekwondo, lo que la llevó a descubrir las artes marciales mixtas.

## Carrera

### Strikeforce
El 13 de agosto de 2010, debutó con la promoción Strikeforce en Strikeforce Challengers 10, en un combate de reserva para su torneo de una noche de peso wélter femenino. Perdió ante la futura peso gallo de la UFC Liz Carmouche por decisión unánime tras dos asaltos.

### Super Fight League
Tras un balance de 1-4 en sus cinco primeros combates, firmó con la nueva promoción india Super Fight League en SFL 2, donde se enfrentó a Cherie Buck en la división de peso mosca. Ganó el combate por nocaut técnico en el segundo asalto.
A continuación luchó contra Aya Saeid Saber en la SFL 6, en la que ganó tras detener a Saber por golpes de codo en el primer asalto.
A continuación, se enfrentó a Sanja Sucevic en la SFL 14 para coronarse primera campeona del mundo de peso mosca femenino de la SFL. Tras controlar a Sucevic con su lucha en los dos primeros asaltos, Schneider sometió a Sanja con una llave para ganar su primer título.
Más tarde renunció al título para competir por entrar en el reality show televisivo The Ultimate Fighter, en su temporada 18.

### The Ultimate Fighter
En mayo de 2013, Dave Meltzer publicó una lista de participantes rumoreados en el próximo The Ultimate Fighter: Team Rousey vs. Team Tate y Schneider estaba en la lista. En agosto de 2013, se confirmó que Schneider era uno de los luchadores seleccionados para estar en The Ultimate Fighter: Team Rousey vs. Team Tate. En el combate de eliminación para entrar en la casa TUF, Schneider se enfrentó a Shayna Baszler y perdió por una sumisión armbar en la primera ronda.

### Invicta FC
Schneider hizo su debut en Invicta Fighting Championships el 27 de febrero de 2015, contra Irene Aldana. Ella perdió la pelea por sumisión en la primera ronda. Regresó a Invicta el 16 de enero de 2016 con una victoria por decisión dividida sobre Raquel Pa'aluhi. En Invicta 17, el 7 de mayo de 2016, se enfrentó a Tonya Evinger por el campeonato de peso gallo, pero fue derrotada por decisión unánime.

### Bellator MMA
En noviembre de 2016 Schneider firmó por Bellator MMA. Debutó contra Chrissie Daniels en Bellator 170 el 21 de enero de 2017. Ella ganó la pelea vía sumisión por estrangulamiento anaconda en la primera ronda.
Schneider se enfrentó a Kate Jackson en Bellator 182 el 25 de agosto de 2017. Perdió el combate debido a una catastrófica lesión de rodilla al final del primer asalto. La lesión la llevó a una difícil cirugía y rehabilitación, tras lo cual Schneider optó por retirarse del deporte.

## Combates realizados

### Registro en artes marciales mixtas
| Resultado | Récord | Oponente         | Método                      | Evento                                    | Fecha                    | Ronda | Tiempo | Localización |
| --------- | ------ | ---------------- | --------------------------- | ----------------------------------------- | ------------------------ | ----- | ------ | ------------ |
| Derrota   | 11–8   | Kate Jackson     | TKO (knee injury)           | Bellator 182                              | 25 de agosto de 2017     | 1     | 5:00   | Verona       |
| Victoria  | 11–7   | Chrissie Daniels | Sumisión (anaconda choke)   | Bellator 170                              | 21 de enero de 2017      | 1     | 1:30   | Inglewood    |
| Derrota   | 10–7   | Tonya Evinger    | Decisión (unánime)          | Invicta FC 17: Evinger vs. Schneider      | 7 de mayo de 2016        | 5     | 5:00   | Costa Mesa   |
| Victoria  | 10–6   | Raquel Pa'aluhi  | Decisión (split)            | Invicta FC 15: Cyborg vs. Ibragimova      | 16 de enero de 2016      | 3     | 5:00   | Costa Mesa   |
| Victoria  | 9–6    | Bryanna Fissori  | Decisión (split)            | Pancrase 270                              | 4 de octubre de 2015     | 3     | 5:00   | Tokio        |
| Victoria  | 8–6    | Diana Reyes      | TKO (injury)                | AMK III                                   | 22 de agosto de 2015     | 3     | 3:51   | Tijuana      |
| Victoria  | 7–6    | Xiong Jing Nan   | Decisión (unánime)          | Kunlun Fight 26                           | 6 de junio de 2015       | 3     | 5:00   | Chongqing    |
| Derrota   | 6–6    | Irene Aldana     | Sumisión (rear-naked choke) | Invicta FC 11: Cyborg vs. Tweet           | 27 de febrero de 2015    | 1     | 1:05   | Los Ángeles  |
| Victoria  | 6–5    | Brenda Gonzales  | Decisión (unánime)          | SFL 35                                    | 4 de octubre de 2014     | 5     | 5:00   | Tacoma       |
| Derrota   | 5–5    | DeAnna Bennett   | Sumisión (rear-naked choke) | Showdown Fights 14- Heavyweight Collision | 28 de junio de 2014      | 1     | 3:02   | Orem         |
| Victoria  | 5–4    | Christina Marks  | Sumisión (armbar)           | SCMMA3 - Fight to the End                 | 7 de septiembre de 2013  | 2     | 3:15   | Ontario      |
| Victoria  | 4–4    | Sanja Sucevic    | Sumisión (americana)        | SFL 14                                    | 29 de marzo de 2013      | 3     | 2:54   | Bombay       |
| Victoria  | 3–4    | Aya Saeid Saber  | TKO (codazos)               | SFL 6                                     | 26 de octubre de 2012    | 1     | 3:55   | Bombay       |
| Victoria  | 2–4    | Cherie Buck      | TKO (puñetazos y codazos)   | SFL 2                                     | 7 de abril de 2012       | 2     | 2:29   | Chandigarh   |
| Derrota   | 1–4    | Vanessa Mariscal | Sumisión (neck crank)       | BEP 4                                     | 17 de junio de 2011      | 3     | 1:40   | Fletcher     |
| Victoria  | 1–3    | Amber Mann       | TKO (puñetazos)             | Gladiator Challenge - Warpath             | 21 de mayo de 2011       | 1     | 0:17   | Placerville  |
| Derrota   | 0–3    | Casey Noland     | Decisión (unánime)          | UWC - Ultimate Women Challenge            | 24 de septiembre de 2010 | 3     | 3:00   | St. George   |
| Derrota   | 0–2    | Liz Carmouche    | Decisión (unánime)          | Strikeforce Challengers: Riggs vs. Taylor | 13 de agosto de 2010     | 2     | 3:00   | Phoenix      |
| Derrota   | 0–1    | Sarah D'Alelio   | Sumisión (rear-naked choke) | FE: Arctic Combat 2                       | 19 de marzo de 2010      | 2     | NA     | Fairbanks    |